# 닛카쓰의 영화 목록
닛카쓰의 영화 작품 목록은 일본의 영화사 닛카쓰가 제작 또는 배급한 영화 목록이다.

## 2007년
- 내일의 나를 만드는 방법
- 도감에 없는 곤충
- 안경

## 2008년
- 노래 혼
- 네거티브 해피 체인 소 엣지
- 나오코
- P짱은 내친구
- 백만엔걸 스즈코

## 2009년
- 얏타맨
- 오아라이에도 별은 떨어져

## 2018년
- 모리의 정원